# 빅 알드리지
빅토르 "빅" 알드리지(Victor "Vic" Aldridge, 1893년 10월 25일 ~ 1973년 4월 17일)는 미국의 전 우완 투수로, 메이저 리그 베이스볼(MLB) 팀 시카고 컵스, 피츠버그 파이리츠, 뉴욕 자이언츠에서 뛰었다. 커브를 주무기로 타자를 상대했다.